# Vacaciones fiscales vascas
Se conocen como vacaciones fiscales a unas medidas económicas dirigidas a atraer inversión foránea al País Vasco, en España, llevadas a cabo durante el ejercicio 1993-1994 por parte del Gobierno Vasco del lehendakari José Antonio Ardanza, por las que se premiaba a las empresas que se instalaran en esta comunidad autónoma.
Las medidas consistían en una reducción gradual durante 10 años de la base imponible del impuesto de sociedades y el crédito fiscal del 45% a las nuevas inversiones superiores a los 15.025.303 euros en activos fijos materiales nuevos a cualquier empresa que tuviese un capital social de 120.000 euros o un mínimo de 10 trabajadores (en la práctica afectaba a casi cualquier PYME). Todas estas ayudas fueron emitidas por las tres Haciendas vascas (Hacienda de Guipúzcoa, Hacienda de Vizcaya y la Hacienda de Álava]) de las que se beneficiaron unas 300 empresas.
Tanto la comunidad autónoma de La Rioja como la de Cantabria, ambas sin concierto económico con las que poder contrarrestar estas medidas, consideraron que estas ayudas perjudicaban notablemente a las empresas instaladas en territorios limítrofes al País Vasco e incentivaba la deslocalización empresarial, por lo que las denunciaron por competencia desleal.
En el año 2000 la Unión Europea declaró estas medidas ilegales con el Tratado Comunitario. En 2006 el Tribunal de Justicia de la UE dio la razón a la Comisión Europea y pidió al gobierno de España que recuperara las ayudas el 14 de diciembre de 2006, al considerarlas como «ayudas estatales incompatibles con el mercado común».
En el año 2011, Joaquín Almunia, comisario de competencia de la Unión Europea insta al Gobierno Vasco a que devolviese estas ayudas y en último caso a las empresas beneficiadas. El retraso en la devolución de las ayudas conllevó una multa de la Comisión Europea de 30 millones de euros para España y que finalmente tuvo que abonar la hacienda vasca. 